# Frederick Daniel Bunsen
Frederick Daniel Bunsen (* 8. Februar 1952 in El Paso, Texas, USA) ist ein deutsch-amerikanischer Künstler und Professor für Bildende Kunst, der seit 1972 in Deutschland lebt.

## Leben
Bunsen wuchs in den Bundesstaaten Texas und New Mexico in den USA auf. Er begann 1970 an der Oregon State University in Corvallis ein Studium der Germanistik, Kunstgeschichte und bildenden Kunst, letztere unter den Künstlern John Rock und Nelson Sandgren. 1973 ging er als Austauschstudent nach Stuttgart, blieb jedoch auch an der Universität in Corvallis eingeschrieben. An der Staatlichen Akademie der Bildenden Künste in Stuttgart studierte er mit den Schwerpunkten freie Grafik und Malerei – bei Hugo Peters und vertiefend 1975 bis 1980 bei Rudolf Haegele. Darüber hinaus absolvierte er ein Studium der Germanistik und Kunstgeschichte an der Universität Stuttgart. Die Studien schloss er ab mit den akademischen Graden B.A., B.Sc. und M.A.
Ab 1980 arbeitete er als freier Künstler. 1983 initiierte er zusammen mit dem ungarisch-rumänischen Exilkünstler András Markós und dem rumänischen-französisch Maler Adrian Buba  eine bis 2002 bestehende Kooperative mit Künstlern aus Österreich, Rumänien, Frankreich und Deutschland, die sie als Die Gruppe (GbR) registrierten, um als Künstler frei von Galerien an internationalen Kunstmessen teilnehmen zu können.
Die Bekanntschaft mit dem Systemtheoretiker Niklas Luhmann ab 1986 und die intensive Beschäftigung mit Luhmanns Gesamttheorie und seinem Konzept des Sinns der Kunst hatten Auswirkungen auf Bunsens eigene Kunst und führten ihn zu einer grundlegenden Revision seines Verständnisses von Kunst überhaupt. Die persönliche Verbindung gipfelte in Publikationen zu Fragen von Form und Sinn in der Kunst (u. a. Unbeobachtbare Welt – Über Kunst (1990)).
2000 bis 2008 wurde Bunsen als Gastprofessor mit einem Lehrauftrag für Zeichnung und moderne Kunsttheorie an die Universität für Kunst und Design Cluj-Napoca in Rumänien berufen. 2004 wirkte er auf Einladung des Soziologen Rudolf Poledna gleichzeitig als Gastdozent (Einführung in der Systemtheorie) an der Babeș-Bolyai-Universität Cluj, Fakultät für Soziologie.
Seit 2014 übt er seine Lehrtätigkeit an der Freien Kunstschule Stuttgart – Akademie für Kunst und Design aus, vorwiegend in Kunsttheorie und Zeichnen mit systemtheoretischem Ansatz.

## Werk
Bunsens künstlerische Wirkungsbereiche liegen in den Feldern Malerei, Grafik, Performance und Installation; den Schwerpunkt bildet die Malerei.
Sein bildnerischer Schaffensprozess basiert vor allem auf dem systemischen Ansatz eines Differenzierungsprozesses, der konsequent auf das Zusammenspiel der Formen und nicht auf die Singularität von Details setzt. Bedacht ist, dass der Betrachtende durch seine Unterscheidungen von Linien und Flächen eine Schlüsselrolle bei der Entwicklung von Sinnzusammenhängen für das Bild hat.
Expressive Farben sind in vielen Bildwerken in Spannung miteinander verwoben, Pinselstriche werden rhythmisch verdichtet. Temperamentvolle, kräftige Pinselschwünge, nicht selten als „Bunsenstrich“ bezeichnet, und kompakte Farbflächen stoßen aufeinander. In der Abstraktion schafft der Künstler Felder der Kontemplation und Angebote zur Transzendenz. Bunsen versteht sein Werk als Ausdruck eines zeitgenössischen Existenzialismus.

## Ausstellungen (Auswahl)
Einzelausstellungen:
- 1981 Amerikahaus Stuttgart (In Zusammenarbeit mit Prof. Dr. Wolfgang Weidlich, Universität Stuttgart)
- 1982 Galerie Márkos, Leonberg
- 1982 Galerie Seiler, Heilbronn
- 1984 Universitäts-Galerie Stuttgart, Mitwirkung Herwarth Röttgen
- 1984 Galerie Hartje, Berlin, Installation u. Performance, Video mit Manfred Hulverscheid u. der Filmakademie Berlin, Mitwirkung Björn Engholm
- 1985 Galerie Bernd Heidelbauer, Stuttgart
- 1988 Galerie Arte Nuova Flawil, Schweiz (Galerie Tendenz Sindelfingen)
- 1988 Universität Salzburg, Bildungshaus St. Virgil (Internationale Hochschulwochen): Installation und Performance, Mitwirkung Ulrike Weiss, Gerhard Laber
- 1989 Kloster Weingarten, Akademie der Diözese Rottenburg-Stuttgart, Installation u. Performance, Mitwirkung Peter Renz und Gerhard Laber
- 1992 Galerie an der Stadtkirche Bayreuth
- 1992 AL Galerie G. Walz, Stuttgart (In Zusammenarbeit mit Albert Scaglione, Park West-Galleries, Michigan USA)
- 1999 Madách 5 Gallery, Budapest (Ungarn)
- 2000 BMP Visual Arts Gallery Lazarea (Rumänien) in Zusammenarbeit mit dem Franziskanerkloster Lazarea
- 2000 BMP Visual Art Gallery Csikszereda (Rumänien)
- 2000 AL Galerie G. Walz Stuttgart in Frankfurt; in Zusammenarbeit mit der Johann-Wolfgang-Goethe-Universität Frankfurt (Dies Academicus) und dem Schirn-Museum Frankfurt, Mitwirkung Thomas Schreijäck
- 2002 Rathaus Winnenden und in der St. Karl Borromäus Kirche, Performance, Installation und Ausstellung in Zusammenarbeit mit Susanne Lehrer, Tanz; Emanuel Anthropelos, experimentale Musik; Thomas Schmitz, Orgelimprovisation
- 2005 Galerie ArtHotel B. Strauss, Kirchheim-Nabern
- 2011 Hochschule für Kirchenmusik Rottenburg a. N., in Zusammenarbeit mit dem Kunstverein Diözese Rottenburg-Stuttgart, Mitwirkung Martin Johnson
- 2014 Lahrensmühle Leonberg (Galerie Irmgard Heyd, Hildrizhausen)
- 2015 Freie Kunstschule Stuttgart e. V.
- 2019 Galerie der Stadt Herrenberg
- 2019 St. Laurentius Rottenburg-Hailfingen, Lichtinstallation mit Philipp Contag-Lada
- 2020 Galerie Oberlichtsaal Sindelfingen, Mitwirkung Helge Bathelt
- 2021 Diözesan Museum Rottenburg, To know a form you have to work it, Mitwirkung Dirk Baecker, Inhaber des Lehrstuhls für Kulturtheorie und Management an der Universität Witten/Herdecke
- 2022 Katholikentag Stuttgart: Lichtinstallation an der Domkirche St. Eberhard, Mitwirkung Philipp Contag-Lada
- 2023 St. Fidelis Stuttgart, Klangraum, „station-s“, Installation
- 2024 Stockmayer Stiftung, Stuttgart / Freie Kunstschule Stuttgart

Bunsen nahm seit 1984 an Gemeinschaftsausstellungen in europäischen und außereuropäischen Ländern teil.

## Publikationen
- Helge Bathelt, Frederick D. Bunsen (Hrsg.): Encounter of a Special Making. Eine Begegnung des Gesellschaftstheoretikers Niklas Luhmann und des bildenden Künstlers Frederick D. Bunsen. Selbstverlag, [Ammerbuch] 2022, ISBN 978-3-00-071673-7.
- Dirk Baecker, Frederick D. Bunsen, Karl-Heinz Minz (Hrsg.): Die Spinne bei der Arbeit. Selbstverlag, [Ammerbuch] 2021, ISBN 978-3-00-069239-0.
- Frederick Bunsen: Jenseits der Objekt-Kunst. Zur Umschrift künstlerischen Schaffens. In: Maren Lehmann, Markus Heidingsfelder, Olaf Maaß (Hrsg.): Umschrift. Grenzgänge der Systemtheorie. Velbrück, Weilerswist 2015, ISBN 978-3-95832-066-6, S. 115–128.
- Frederick Bunsen: Autopoiesis of a Journey. In: Gheorge Buş (Hrsg.): Imagine artistică, creativitate visual-plastică. Editura Dacia, Cluj-Napoca, Romania 2003, ISBN 973-35-1771-2, S. 32–36.
- Frederick Bunsen (Hrsg.): Das Schweigen der Farbe. Zum Rhythmus eines Dialogs. Nalors Grafika, Vác, Ungarn 2002, ISBN 3-00-009961-1.
- Frederick Bunsen: Der Künstler in Niklas Luhmann. In: Theodor M. Bardmann, Dirk Baecker (Hrsg.): Gibt es eigentlich den Berliner Zoo noch? Erinnerungen an Niklas Luhmann. Universitätsverlag, Konstanz 1999, ISBN 3-87940-696-0, S. 32–39.
- Frederick D. Bunsen: Kleckse und andere ketzerische Farbtropfen. In: Niklas Luhmann, Frederick Bunsen, Helge Bathelt: Frederick Bunsen. Nalors Grafika, Vác, Ungarn 1993, ISBN 963-04-2489-4, S. 10–12.
- Frederick D. Bunsen: Beobachtet werden. In: Niklas Luhmann, Frederick D. Bunsen, Dirk Baecker: Unbeobachtbare Welt. Über Kunst und Architektur. Verlag Cordula Haux, Bielefeld 1990, ISBN 3-925471-07-3, S. 46–50.
- Frederick D. Bunsen: Kunstbegriff. Selbst-Manifest des Künstlers. In: Frederick Bunsen (Hrsg.): „ohne Titel“. Neue Orientierungen der Kunst. Echter Verlag, Würzburg 1988, ISBN 3-429-01164-7, S. 27–55.
- Frederick Bunsen: Die Vermarktung des Genies ist sein Beweis. In: Feuilleton ZYMA. (Sindelfingen), 3/1985, S. 19–20.